# 정태근
정태근(鄭泰根, 1964년 1월 8일~)은 대한민국의 정치인이다.

## 생애
연세대학교 총학생회장으로서 전학련 삼민투위원장을 하고 있을 때 국가보안법 및 집시법 위반혐의로 구속기소했던 공안검사 이사철(李思哲)이 대변인으로 있는 한나라당에 80년대 학생운동권 출신 3명과 입당을 했다. 2000년 1월 21일에 있었던 입당 기자회견에서 이사철 대변인과의 관계를 묻는 질문이 나오자 "이승의 악연은 이승에서 해결해야 한다는 불가(佛家)의 말처럼 과거의 악연을 풀기 위해 입당하게 된 것 같다"며 "이대변인이 많이 도와줄 것으로 기대한다"고 말했고 이사철 대변인은 "검찰에서 정씨를 조사할 당시 정씨 어머니가 '나중에 우리 아들 국회의원 될 테니 두고보라'고 해 '사람이 살다보면 돌고돌아 어디서든 다시 만날 수 있다'고 대꾸한 적이 있다"고 말했다.

## 학력
- 1976년 서울동신국민학교 졸업
- 1979년 대광중학교 졸업
- 1982년 홍익대학교 사범대학 부속고등학교 졸업
- 1989년 연세대학교 경제학 학사
- 2010년 연세대학교 대학원 경제학 석사

## 경력
- 1985년 연세대학교 총학생회장
- 1997년 미래정치문화연구회 정책실장
- 1999년 한반도 평화재단 이사
- 2000년 한나라당 성북갑 지구당 위원장
- 2001년 한나라당 홍보위원회 부위원장
- 2001년 한나라당 국가혁신위원회 정치분과의원
- 2003년 미래연대 공동대표
- 2004년 서울시 시설관리공단 이사
- 2005년 서울특별시 정무부시장
- 2007년 이명박 대통령 후보 수행단장,선거대책위원회 인터넷본부장
- 2008년 5월 ~ 2012년 5월: 제18대 국회의원(서울 성북 갑)
- 2015년 1월 ~ 2016년 11월: 새누리당 서울특별시당 성북구갑 당원협의회 운영위원장
- 2017년 1월 ~ 2018년 2월: 바른정당 서울특별시당 성북구갑 당협위원장
- 2018년 2월 ~ 2018년 6월: 바른미래당 서울특별시당 성북구갑 당협위원장
- 2020년 7월 : 미래통합당 서울특별시당 성북구을 당협위원장
- 국민의힘 서울특별시당 성북구을 당협위원장
- 2021년 3월 ~ 2021년 4월: 국민의힘 4·7재보궐선거 서울시장 보궐선거 선거대책위원회 특보단 전략담당
- 2021년 12월 ~ 2022년 1월: 국민의힘 살리는 선거대책위원회 중앙선거대책위원회 총괄상황본부 정무대응실장
- 제8회 전국동시지방선거 국민의힘 서울 성북구청장 후보
- 정치혁신포럼 당신과함께 대표
- 미래대연합 창당준비위원장
- 새로운미래  책임위원

## 의정 활동
- 한나라당 정책위원회 부의장
- 한나라당 통일위원회 위원
- 한-아세안 특별정상회의 대통령 특사
- 윤이상 평화재단 이사
- 한나라당 서울시당 뉴타운대책소위원장
- 한나라당 기획위원장
- 한나라당 성북갑 당원협의회 위원장
- 국회 일자리만들기 특별위원회 위원
- 예산결산특별위원회 위원
- 제18대 국회 운영위원회 위원
- 제18대 국회 국회 지식경제위원회 위원
- 중소기업과 골목상권을 지키는 의원모임 공동대표
- 홍익대학교사범대학부속고등학교 학교발전위원회 위원장
- 제1호 발로 뛰는 국회의원 호민관

## 전과
- 집회및시위에관한법률위반, 국가보안법위반(기타): 징역 4년, 자격정지 4년 - 1986년 7월 25일 선고[2]
- 도로교통법위반: 벌금 1,500,000원 - 1994년 10월 7일 선고[2]
- 도로교통법위반(음주운전): 벌금 1,000,000원 - 2004년 9월 8일 선고[2]

## 역대 선거 결과
|  | 43.90% |

|  | 45.21% |

|  | 40.67% |

|  | 55.39% |

|  | 44.79% |

|  | 36.25% |

|  | 38.21% |

|  | 49.73% |

## 소속 정당
| 소속 정당 | 소속 정당  | 소속 기간 | 비고           |
| --------- | ---------- | --------- | -------------- |
|           | 민중당     | 1990~1991 | 창당 정계 입문 |
|           | 무소속     | 1991      | 탈당           |
|           | 민주당     | 1991      | 입당           |
|           | 민주당     | 1991~1995 | 합당           |
|           | 무소속     | 1995      | 탈당           |
|           | 개혁신당   | 1995      | 창당           |
|           | 통합민주당 | 1995~1996 | 합당           |
|           | 민주당     | 1996~1997 | 당명 변경      |
|           | 한나라당   | 1997~2005 | 합당           |
|           | 무소속     | 2005~2006 | 탈당           |
|           | 한나라당   | 2006~2011 | 복당           |
|           | 무소속     | 2011~2014 | 탈당           |
|           | 새누리당   | 2014~2016 | 복당           |
|           | 무소속     | 2016~2017 | 탈당           |
|           | 바른정당   | 2017~2018 | 창당           |
|           | 바른미래당 | 2018~2019 | 합당           |
|           | 무소속     | 2019~2020 | 탈당           |
|           | 미래통합당 | 2020      | 복당           |
|           | 국민의힘   | 2020~2022 | 당명 변경      |
|           | 무소속     | 2022~2024 | 탈당           |
|           | 미래대연합 | 2024      | 창당준비위원회 |
|           | 새로운미래 | 2024      | 창당준비위원회 |
|           | 개혁신당   | 2024      | 입당           |
|           | 무소속     | 2024      | 탈당           |
|           | 새로운미래 | 2024      | 창당           |
|           | 무소속     | 2024~현재 | 탈당           |

## 같이 보기
- 성북구 갑
- 서울 성북구의 국회의원
- 서울특별시 부시장